# Torneo de Santiago 2000
El Torneo de Santiago es un torneo de tenis que se jugó en arcilla. Se disputó en la ciudad de Santiago en las canchas de tenis del Complejo Mario Caracci Onetto, San Carlos de Apoquindo. Fue la 7.º edición oficial del torneo y regreso después de que no se disputó dicho torneo en 1999. Se realizó entre el 28 de febrero y el 5 de marzo.

## Campeones

### Individuales Masculino
Gustavo Kuerten venció a  Mariano Puerta por 7-6(3) y 6-3

### Dobles Masculino
Gustavo Kuerten /  Antônio Prieto vencieron a  Lan Bale /  Piet Norval por 6-2 y 6-4